# Левесон-Гоуэр, Элизабет, 19-я графиня Сазерленд
Элизабет Сазерленд Левесон-Гоуэр, герцогиня Сазерленд (урождённая Сазерленд; англ. Elizabeth Leveson-Gower, Duchess of Sutherland; 24 мая 1765 — 29 января 1839) — шотландская аристократка из семьи Левесон-Гоуэр, также бывшая 19-я графиня Сазерленд (1766—1839). Известна своим участием в Шотландском огораживании.

## Биография
Элизабет родилась в Левен-Лодже близ Эдинбурга, в семье Уильяма Сазерленда, 18-го графа Сазерленда (1735—1766), и его жены Мэри (ок. 1740—1766), дочери Уильяма Максвелла. Её родители умерли от «гнилостной лихорадки» в Бате в 1766 году, через несколько недель после её первого дня рождения. Будучи младшим и единственным выжившим ребёнком, Элизабет унаследовала поместья и титулы своего отца. Её титул графини Сазерленд был оспорен сэром Робертом Гордоном, потомком 1-го графа Сазерленда, но был подтвержден за ней Палатой лордов в 1771 году.

## Детство и брак
Леди Элизабет Сазерленд провела большую часть своего детства в Эдинбурге и Лондоне, где она получила образование в 1779—1782 годах. 4 сентября 1785 года, в возрасте 20 лет, она вышла замуж за Джорджа Гренвилла Левесон-Гоуэра, виконта Трентама (1758—1833), в приходской церкви Сент-Мэрилебон, Лондон . Он был известен как граф Гоуэр с 1786 года, пока в 1803 году не унаследовал титул своего отца маркиза Стаффорда. В 1832 году, всего за шесть месяцев до своей смерти, Джордж Гренвилл Левесон-Гоуэр был назначен 1-м герцогом Сазерлендом, а она стала известна как герцогиня-графиня Сазерленд.

## Поместье Сазерленд
По условиям брачного контракта, контроль, но не право собственности на поместье Сазерленд перешел от Элизабет к её мужу на всю жизнь. Пара также приобрела дополнительную землю в Сазерленде между 1812 и 1816 годами, таким образом увеличив долю графства Сазерленда принадлежали им примерно на 63 % (если судить по стоимости аренды). Во время наследования поместья леди Сазерленд существовало большое количество вадсетов (тип ипотеки) на большей части земли — и другие вадсеты были взяты для финансирования, среди прочего, времени, которое леди Сазерленд и её супруг провели во Франции, когда он был там послом.

## Другие интересы
Леди Сазерленд дважды создавала добровольческий полк «Сазерлендширские фехтовальщики» в 1779 и 1793 годах, который позже был развернут для подавления ирландского восстания 1798 года.
В 1790 году её муж был назначен послом во Францию, и она сопровождала его в Париж. Она смогла своими глазами увидеть революционные события и написала описания политических потрясений во Франции того времени. Леди Сазерленд и её муж с трудом получили разрешение покинуть Париж и окончательно отправились в Лондон только в 1792 году.
В 1790-е годы леди Сазерленд стала ведущей фигурой светского сезона в Лондоне. На её званых обедах и балах присутствовали члены королевской семьи, знати и ведущие политики, как иностранные, так и отечественные. Она и её муж подружились с Джорджем Каннингом, который считал её красивой, умной и очаровательной — мнение, которое не разделяли представители её класса и пола, считавшие её властной.
В свободное от публики время интересы леди Сазерленд включали переписку с сэром Вальтером Скоттом и, поскольку она была одаренной художницей, рисовала акварельные пейзажи побережья Сазерленда и замка Данробин, среди прочего. Она также была опытной художницей по маслу. Она нарисовала и запечатлела серию картин Оркнейских островов и северо-восточного побережья Шотландии, которые были опубликованы в 1805—1807 годах.
Леди Сазерленд много времени тратила на воспитание своих четверых детей. Она уделяла особое внимание максимизации богатства своих сыновей и (как это было принято в то время) получению наилучших браков для своих дочерей. Эрик Ричардс замечает, что она «доминировала над своими сыновьями и, вероятно, над мужем».
Незадолго до своей смерти в июле 1833 года её муж был провозглашен герцогом Сазерлендом, а леди Сазерленд стала герцогиней Сазерленд. После смерти мужа её шотландскими поместьями управляли от её имени. Она умерла в возрасте семидесяти трех лет 29 января 1839 года в Гамильтон-Плейс, Гайд-парк, Лондон. Она была похоронена 20 февраля 1839 года с большой помпой в Дорнохском соборе в Сазерленде. Её графский титул перешел к её старшему сыну Джорджу.

## Семья
4 сентября 1785 года леди Сазерленд вышла замуж за лорда Джорджа Левесон-Гоуэра, и у них осталось четверо выживших детей:
- Джордж Гренвилл Левесон-Гоуэр, 2-й герцог Сазерленд (8 августа 1786 — 27 февраля 1861), старший сын и преемник[2]
- леди Шарлотта София Левесон-Гоуэр (9 июля 1788 — 7 июля 1870), муж с 1814 года Генри Фитцалан-Говард, 13-й герцог Норфолк[2]
- леди Элизабет Мэри Левесон-Гоуэр (8 ноября 1797 — 11 ноября 1891), муж с 1819 года Ричард Гросвенор, 2-й маркиз Вестминстер
- лорд Фрэнсис Левесон-Гоуэр, 1-й граф Элсмир (1 января 1800 — 18 февраля 1857).[2].